# Samuel Ruben
Samuel Ruben (14 de julho de 1900 – 16 de julho de 1988), foi um inventor americano que fez contribuições duradouras para a eletroquímica e a tecnologia de estado sólido, incluindo a fundação da Duracell.

## Biografia
Estabeleceu o Ruben Laboratories no início da década de 1920, quando Bergen Davis convenceu o principal investidor da Electrochemical Malcolm Clephane a financiar um laboratório privado para Ruben no sul de Manhattan. Mudou-se junto ao laboratório para New Rochelle, Nova Iorque, onde iria ficar nos próximos 60 anos. Clephane iria financiar o projeto em 50% de todos os futuros royalties. Ao longo de sua vida o seu trabalho acumulou mais de 300 patentes. Ruben uniu-se a Philip Mallory para criar o que se tornaria a Duracell International. Desenvolveu o bateria célula de mercúrio em 1942 para substituir as pilhas de zinco-carbono a um pedido da Army Signal Corps.
Com mais de 100 invenções creditado a ele pessoalmente, um dos mais importante foi o capacitor eletrolítico de alumínio seco, o magnésio em estado sólido/retificador de sulfeto de cobre (um dispositivo que convertia corrente elétrica doméstica regular para uso em rádios), e o relé de tubo de vácuo, o aquecedor a tubo de vácuo rápido, e o conceito de uma bateria de mercúrio de células equilibrada.
Enquanto não tinha diploma universitário, retirando-se da faculdade depois de um curto período de tempo devido ao estresse, recebeu vários títulos honoríficos. Foi agraciado com o Prêmio Acheson pela Electrochemical Society em 1970.

## Livros
Publicou vários livros:
- "Handbook of the Elements" - Uma forma única que escolheu para apresentar os elementos
- "Necessity's Children: Memoirs of an Independent Inventor" - Uma autobiografia
- "The Founders of Electrochemistry"
- "The Electronics of Materials"
- "The Evolution of Electric Batteries in Response to Industrial Needs"

## Prêmios e honrarias
- Medalha Edward Longstreth pelo Instituto Franklin (1972)
- Doutor honoris causa pela Universidade Columbia
- Doutor honoris causa pela Universidade Butler
- Doutor honoris causa pelo Instituto Politécnico (1968)
- Nomeado inventor do ano pela Universidade George Washington (1965)[6]